# Cukoripari Vállalatok Trösztje
A Cukoripari Vállalatok Trösztje 1971 és 1980 között a magyarországi cukorgyárakat irányító állami gazdálkodó szerv volt, amelyet a mezőgazdasági és élelmezésügyi miniszter a 69/910/1970 számú határozatával 1971. január 1-i dátummal alapított a Magyar Cukoripar nagyvállalat átszervezésével. A tröszt irányítása alá tartozó cukoripari vállalatok önálló jogi személynek minősültek, ezeknek a vezetőit és helyetteseiket azonban a tröszt vezérigazgatója nevezte ki. Az állami költségvetéssel szintén a tröszt számolt el, azaz a költségvetésből kapott juttatásokat illetve kötelezettségeket a tröszt kapta meg, és osztotta fel az egyes vállalatok között. A vállalatok mérlegbeszámolóiból a tröszt iparági mérlegbeszámolót készített, és az abban kimutatott nyereség után járó érdekeltségi alapot felosztotta a vállalatok között. 
1980-ban a trösztöket – köztük a cukoriparit is – megszüntették, azzal az elgondolással, hogy a vállalatokat az új gazdasági helyzethez való alkalmazkodásra késztessék.
A tröszt vezérigazgatója Nagy László (1924–1995) volt, előzőleg 1964-től a Magyar Cukoripar országos nagyvállalat vezérigazgatója.